# Мілошешть (Джурджу)
Мілошешть, Мілошешті (рум. Miloșești) — село у повіті Джурджу в Румунії. Входить до складу комуни Херешть.
Село розташоване на відстані 33 км на південний схід від Бухареста, 47 км на північний схід від Джурджу.

## Населення
За даними перепису населення 2002 року у селі проживали 287 осіб, усі — румуни. Усі жителі села рідною мовою назвали румунську.